# Suffolk (Schiff, 1904)
Die fünfte HMS Suffolk der britischen Royal Navy war einer von insgesamt zehn Panzerkreuzern der Monmouth- oder County-Klasse.
Die Schwesterschiffe waren Monmouth, Bedford, Essex, Kent, Berwick, Cornwall, Cumberland, Donegal und Lancaster.
Die Suffolk wurde von 1904 bis 1912 meist im Mittelmeer eingesetzt. Ab 1913 war sie während der Mexikanischen Revolution an der mexikanischen Ostküste zur Wahrung britischer Interessen stationiert. Sie wurde das Flaggschiff des Konteradmirals Sir Christopher Cradock des North America and West Indies command, dem auch die Schwesterschiffe Berwick, Essex und Lancaster als 4th Cruiser Squadron  angehörten. Bei Kriegsausbruch war die Suffolk weiterhin Flaggschiff des 4. Kreuzergeschwaders  unter Cradock und befand sich Ende Juli in Vera Cruz. Cradock nahm mit ihr die Suche nach der Karlsruhe auf, während er die Berwick Richtung Jamaika schickte, um die Dresden zu finden. Die Suffolk fand zwar die Karlsruhe, die ihr jedoch dank höherer Geschwindigkeit entkam. Cradock stieg am 16. August vor Halifax (Nova Scotia) auf die Good Hope um, mit der er im Seegefecht bei Coronel vor der chilenischen Küste unterging. Die Suffolk blieb bis Juli 1916 auf der North America and West Indies Station, um dann von September 1917 bis zum Kriegsende auf die China Station zu wechseln.
Nach Rückkehr in die Heimat wurde sie abgebrochen.

## Geschichte
Die Kiellegung der Suffolk erfolgte am 25. März 1901 als zehntes und letztes Schiff der Klasse. Als vorletztes Schiff lief sie am 15. Januar 1903 im  Portsmouth Dockyard vom Stapel und kam dann als achter Kreuzer der Reihe am 21. Mai 1904 in den Dienst der Royal Navy.
Wie ihre Schwesterschiffe verdrängte sie 9.800 Tonnen, hatte eine Höchstgeschwindigkeit von 23,7 Knoten, und eine Besatzung von etwa 680 Mann. Die Suffolk hatte Kessel vom Typ Niclausse wie ihr Schwesterschiff Berwick, aber auch andere Kreuzer der Royal Navy.
Die Hauptbewaffnung von vierzehn 6-Zoll-(15,2-cm)-Schnellladegeschützen, davon vier in einem Bug- und einem Heck-Doppelturm und zehn in Kasematten, war vergleichsweise schwach für einen Panzerkreuzer der damaligen Zeit. Da die unteren sechs Kasemattgeschütze nicht sehr weit über der Wasserlinie lagen, konnten sie nur bei ruhiger See wirksam eingesetzt werden. Die Panzerung war ebenfalls nicht sehr stark.

## Vorkriegseinsätze
Kurz bei der Home Fleet eingesetzt, verlegte der Kreuzer ins Mittelmeer, wo er von Oktober 1904 bis zum 1. September 1905 von David Beatty kommandiert wurde. Von 1906 bis zum August 1912 blieb der Kreuzer zusammen mit dem Schwesterschiff Lancaster im Mittelmeer. 1906 gehörten beide Kreuzer zum dort eingesetzten „3. Kreuzergeschwader“, dem noch die Panzerkreuzer Leviathan (als Flaggschiff) und Carnarvon angehörten.
1913 wurde sie an der mexikanischen Ostküste zur Wahrung britischer Interessen eingesetzt. Sie war das Flaggschiff des Konteradmirals Sir Christopher Cradock, der auch über die Schwesterschiffe Berwick, Essex und Lancaster verfügen konnte.
Ende Februar 1914 befand sich die Suffolk in Kingston (Jamaika) und verlegte nach Bermuda, wo sie am 1. März 1914 eintraf. Der Kreuzer wurde routinemäßig überholt und verließ den britischen Stützpunkt am 1. Mai, um über Port au Prince mit einem dreitägigen Aufenthalt nach Vera Cruz zu laufen, wo er mit den Schwesterschiffen Berwick und Lancaster zusammentraf. Er lief weiter nach Tampico, wo von der Essex der kommandierende Admiral übernommen wurde. Das britische Flaggschiff lief anschließend über Tuxpan nach Veracruz zurück (24. Mai). Die unterwegs getroffene Lancaster  wurde zur Routine-Werftliegezeit nach Bermuda entlassen. In allen Häfen, vor allem in Vera Cruz, waren auch US-amerikanische Kriegsschiffe stationiert. Am 27. Juni lief auch der deutsche Kreuzer Dresden und ein niederländisches Kriegsschiff in Vera Cruz ein. Die seit Beginn des Jahres vor Mexiko stationierte Dresden verließ am 30. wieder Vera Cruz, obwohl ursprünglich dort ihre Ablösung durch die Karlsruhe und ein Kommandantenwechsel vorgesehen war. Dresden brachte am 20. Juli den mexikanischen Präsidenten Victoriano Huerta und weitere Regierungsmitglieder von Puerto Mexiko ins Exil nach Kingston, Jamaika. Danach erfolgte die Ablösung zwischen den deutschen Kreuzern in Port au Prince.
Am 29. Juli verließ dann die Berwick Vera Cruz und das Flaggschiff Suffolk lief am folgenden Tag mit 16 kn nach Jamaika aus, kurz nachdem die Bristol eingelaufen war. Die in voller Kriegsbereitschaft befindliche Suffolk füllte am 2. August nochmals ihre Kohlebunker in Kingston, das sie am Abend des 4. August wieder verließ.

## Kriegseinsatz
Bei Kriegsausbruch war die Suffolk weiterhin Flaggschiff  des North America and West Indies command und der 4th Cruiser Squadron unter Cradock, der  mit ihr die Suche nach der Karlsruhe aufnahm, während er die Berwick Richtung Jamaika schickte, um die Dresden zu finden. Die Essex schickte er nach Halifax, um auf etwaige deutsche Hilfskreuzer zu achten. Das weitere Schwesterschiff Lancaster führte auf den Bermudas eine Routineüberholung durch und sollte beschleunigt ihre Einsatzfähigkeit wiederherstellen. Der noch zum Kommando gehörende Leichte Kreuzer Bristol sollte nach Pernambuco gehen, um vor Südamerika mit ihrem in Rio de Janeiro befindlichen Schwesterschiff Glasgow zusammen zu wirken.

### Nordamerikaeinsatz
Am 6. August traf die Suffolk auf den Kleinen Kreuzer Karlsruhe, als dieser den Schnelldampfer Kronprinz Wilhelm zum Hilfskreuzer ausrüstete. Sofort beendeten die Deutschen die Ausrüstung und beide Schiffe liefen auf verschiedenen Kursen ab. Die Suffolk verfolgte die Karlsruhe und konnte ihre Geschwindigkeit auf über 19 kn erhöhen. Die Karlsruhe konnte sich der Verfolgung dank ihrer höheren Geschwindigkeit und des Einbruchs der Nacht entziehen. Das Schwesterschiff Berwick der Suffolk und der Leichte Kreuzer Bristol wurden per Funk angewiesen, dem deutschen Kreuzer die Flucht nach Norden und Süden zu verlegen. Zwar gelang es der Bristol, die Karlsruhe zu einem kurzen Gefecht zu stellen, dem diese sich aber durch die höhere Geschwindigkeit erneut entzog. Die Kronprinz Wilhelm entkam unbehelligt und brachte als Handelsstörer in den folgenden acht Monaten insgesamt 14 Schiffe mit zusammen etwa 56.000 BRT auf, die versenkt wurden.
Am 8. August 1914 brachte die Suffolk den Tanker Leda (1913 Howaldtswerke, 6766 BRT, DPAG) auf. Sie marschierte dann nach Norden, traf am 11. August mit der Essex zusammen und lief mit dieser am 13. in Halifax (Nova Scotia) ein. Der Panzerkreuzer Good Hope, der Portsmouth am 2. August verlassen hatte, traf am folgenden Tag zur Verstärkung ein. Mit seinen Schiffen wieder in See, wechselte Konteradmiral Cradock am 16. August auf die Good Hope, da sie schneller war als sein bisheriges Flaggschiff. Als Cradock mit Teilen des Geschwaders in den Südatlantik marschierte und schließlich im Pazifik mit den Panzerkreuzern Good Hope und Monmouth im Seegefecht bei Coronel gegen das deutsche Ostasiengeschwader vor der chilenischen Küste unterging, blieb die Suffolk im Nordatlantik, wo sie anfangs die Seewege vor den Häfen der USA mit der Essex beobachtete, da die Briten weitere aus diesen Häfen auslaufende Handelsstörer erwarteten.
Die Suffolk kontrollierte mit anderen Einheiten den Verkehr aus den USA nach Europa bis zum Juli 1916. Als Stützpunkte wurden Halifax und Bermuda genutzt und Kontrolllinien vor der Chesapeakebucht und New York besetzt. Am 9. Juli lief die Suffolk von der Position vor New York nach Jamaika und verließ dann die Nordamerikanische Station ab dem 22. Juli 1916 über Bermuda, Gibraltar und Lissabon, das vom 12. bis 14. August besucht wurde, in die Heimat und wurde am 18. August 1916 in Portsmouth außer Dienst gestellt.

### Fernosteinsatz
Am 1. Juni 1917 lief die Suffolk als Sicherung von Handelsschiffen und mit etwas Ersatzpersonal für vor Westafrika stationierte Schiffe aus Plymouth nach Freetown, Sierra Leone, aus und von dort weiter mit einem Geleitzug nach Simonstown. Als Flaggschiff der China Station vorgesehen, marschierte der Panzerkreuzer nach einem Besuch von Durban über Mauritius durch den Indischen Ozean nach Singapur, wo sie am 28. Juli den Stationsbereich erreichte. Die Gefahr deutscher Handelsstörer, wie des Hilfskreuzers Wolf, führte erst zum Einsatz im Golf von Bengalen, wo der Kreuzer zwei größere Kontrollfahrten durchführte, die Andamanen und Nikobaren absuchte, zum Teil mit der Venus zusammenarbeitete und sogar bis Colombo wieder nach Westen marschierte, ehe er vom 11. bis 17. November 1917 von Singapur zum Hauptstützpunkt der Station nach Hongkong verlegte. Mitte Januar 1918 verlegte die Suffolk dann über Sasebo nach Wladiwostok, wo sie vom 14. Januar 1918 bis zum 7. Januar 1919 verblieb.
Bei Kriegsende waren die Suffolk und ihr 1918 eingetroffenes Schwesterschiff Kent die Kreuzer auf der China Station. Die Lancaster war auch noch im Pazifik. Die vier Schwesterschiffe  Berwick, Cornwall, Cumberland und Donegal gehörten bei Kriegsende zu den insgesamt dreizehn Kreuzern auf der North America and West Indies Squadron.

## Endschicksal
1919 bereiste die Suffolk den Stationsbereich, in dem sie über Yokohama nach Hongkong und dann nach Singapur marschierte. Über Hongkong besuchte sie dann Shanghai, wo sie fast einen Monat verblieb, ehe sie am 9. April 1919 in Hongkong ihre Rückreise nach Europa begann, die über Singapur, Colombo, Aden, den Suezkanal und Malta nach Plymouth führte, wo sie am 28. Mai eintraf.
Am 6. Juni 1919 wurde sie der ´Devonport reserve´ zur Erhaltung zugewiesen. 1920 wurde sie endgültig außer Dienst gestellt und am 1. Juli 1920 zum Abbruch verkauft.
 Der Abbruch der HMS Suffolk erfolgte 1922 in Deutschland.